# Андерсон, Кевин Виктор
Сэр Ке́вин Ви́ктор А́ндерсон (англ. Kevin Victor Anderson; 1912 — 14 октября 1999) — австралийский юрист. Судья Верховного суда Виктории (1969—1984). Автор отчёта Андерсона Комиссии по расследованию саентологии (1963—1965).

## Биография
В 1929 году окончил Ксавьерский колледж в Мельбурне и работал судебным секретарём в Магистратском суде штата Виктория.
В 1937 году заочно окончил Мельбурнскую школу права Мельбурнского университета, получив бакалавра права.
Во время Второй мировой войны служил в оперативной и военно-морской разведке Королевского Австралийского военно-морского флота. К концу войны стал офицером связи в штаб-квартире генерала Дугласа Макартура в Маниле и присутствовал при капитуляции Японии в Токийском заливе в сентябре 1945 года.
24 ноября 1945 года был принят в Викторианскую коллегию адвокатов. В 1965—1967 годах был её председателем.
14 августа 1962 года стал королевским адвокатом.
29 апреля 1969 года избран судьёй Верховного суда Виктории, пробыв в этой должности до 31 августа 1984 года. Будучи набожным католиком и после выхода на пенсию выступал за сохранение традиционного приведения свидетелей к присяге в суде на Библии.
Жена — Клара Андерсон, умерла раньше него. Отец шести дочерей и двадцати внуков и внучек.

## Награды
- Рыцарь-бакалавр (14 июня 1980)

## Труды
- Anderson K. V. Landlord and tenant : Landlord and Tenant (Control) Act 1957 No. 6098 rules and regulations, Landlord and Tenant Act 1928 No. 3710 part V. — Sydney: Butterworths, 1958. — 197 p.
- Anderson K. V. Landlord and tenant. — Sydney: Butterworths, 1959. — 324 p.
- Anderson K. V., Rendit P. Workers compensation. — Melbourne: Butterworths, 1966. — 430 p.
- Anderson K. V. The law of stamp duties in Victoria. — Sydney: Butterworths, 1968. — 412 p.
- Anderson K. V. Some aspects of the hearsay rule. Adress delivered by Mr. Kevin Anderson, Q.C. at the Annual Conference of the Stipendiary Magistrates' of Victoria, held at Melbourne on 25th July, 1968. — Melbourne: Butterworths, 1968. — 25 p.
- Anderson K. V. Community Justice Centres: an experiment in mediated dispute settlement. The Sixth National Convention of Civil Liberties in Australia, 1980. — 13 p.
- Anderson K. V. Fossil in the Sandstone: The Recollecting Judge. — Melbourne: Spectrum Publications, 1986. — 287 pp. ISBN 0-86786-095-2
- Anderson K. V. Oaths are as old as a belief in God. // Law Institute Journal. — May 1987. — P. 502—503.